# Jorum
"Jorum" är en dikt av Erik Axel Karlfeldt ur samlingen Fridolins visor och andra dikter från 1898. Jorum ett folkligt noaord för döden.